# Ањоне
Ањоне (итал. Agnone) је насеље у Италији у округу Изернија, региону Молизе.
Према процени из 2011. у насељу је живело 3978 становника. Насеље се налази на надморској висини од 817 м.

## Становништво
Према резултатима пописа становништва 2011. у општини је живело 5.240 становника.
| 1936. | 1951. | 1961. | 1971. | 1981. | 1991. | 2001. | 2011. |
| ----- | ----- | ----- | ----- | ----- | ----- | ----- | ----- |
| 9.579 | 9.664 | 8.187 | 6.749 | 6.324 | 6.207 | 5.842 | 5.240 |